# Roberto Periccioli
Roberto Periccioli (Sovicille, 18 gennaio 1968) è un militare italiano, brigadiere capo dell'Arma dei Carabinieri, insignito di Medaglia d'oro al valor civile nel 2003 quando ricopriva il grado di appuntato.
Dopo 37 anni di servizio nell’Arma dei Carabinieri, gli ultimi dei quali prestati presso il Comando Provinciale dei Carabinieri di Siena, il Brigadiere Capo Roberto Periccioli, ha lasciato il servizio attivo ed è stato collocato in congedo.
Il militare, originario di Sovicille (SI), si è arruolato nell’Arma dei Carabinieri nel 1987, dopo aver frequentato la Scuola Allievi Carabinieri a Chieti. Da giovanissimo Carabiniere ha prestato servizio dapprima nel grossetano, presso la Stazione Carabinieri di Braccagni, poi in Veneto e infine in Emilia Romagna.
Giunto nel 2000 al Nucleo Radiomobile di Ferrara, a marzo 2001, con il grado di Appuntato dei Carabinieri, nel corso di un’operazione di servizio rimase gravemente ferito, venendo insignito della Medaglia d’Oro al Valor Civile.
Dopo lungo periodo di convalescenza, è rientrato in servizio e, nel 2019, è stato trasferito presso la Centrale Operativa della Compagnia di Siena.